# Polkabrokken

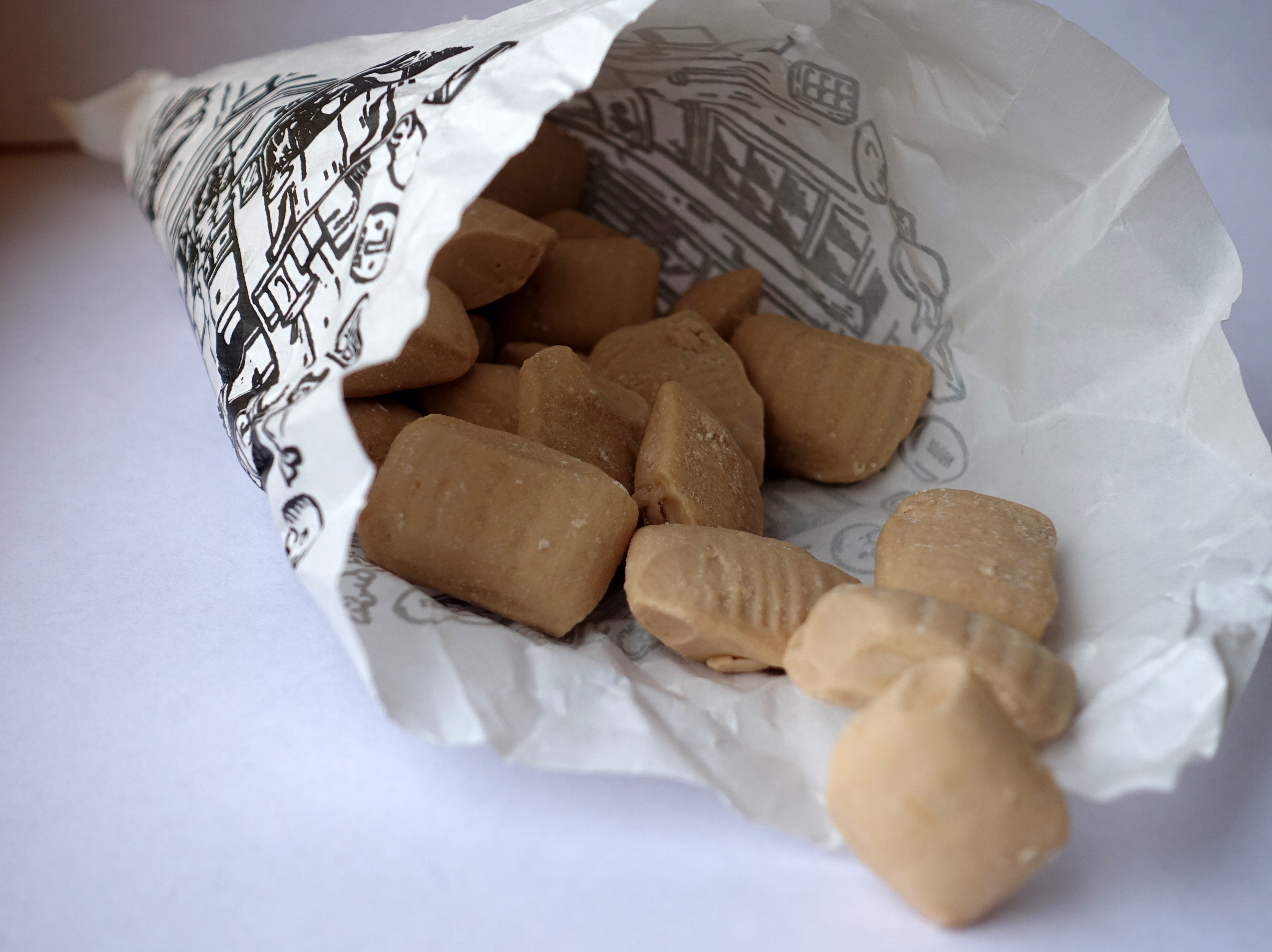
Een zakje polkabrokken

Polkabrokken zijn ouderwetse snoepjes met een zoete karamelsmaak en een lichtbruine kleur. Ze hebben een wat onregelmatige, rechthoekige vorm die veel weg heeft van een kussen. De ouderwetse brokken konden wel tot vier centimeter groot zijn. Tegenwoordig zijn ze wat kleiner, meestal rond de twee centimeter. Vroeger werden de brokken in de mond genomen en zoog men er aan, of loste men deze op in warme melk. Het was een specifiek winterartikel.
Polkabrokken worden vervaardigd van suiker, glucose en water. Na het inkoken wordt de suikermassa aangevuld met baksoda, stroop en aroma's. Vervolgens wordt de massa, net als bij de productie van kaneel- en zuurstokken, gekneed (voor de luchtigheid), getrokken en in stukken geknipt.
Polkabrokken lijken qua naam op het Zweedse snoepgoed polkagrisar (enkelvoud: polkagris)
en ook de toebereiding is vergelijkbaar. Polkagrisar zijn rood-wit gestreept, hebben een pepermuntsmaak en zijn uitgevonden in 1859 door Amalia Erikson in de stad Gränna. Het naamsdeel 'polka' komt van de polka, de dans die in die tijd populair was.